# Monacha euboeica
Monacha euboeica is een slakkensoort uit de familie van de Hygromiidae. De wetenschappelijke naam van de soort is voor het eerst geldig gepubliceerd in 1877 door Kobelt.